# 태국 서부

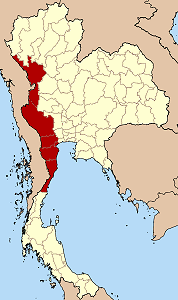
6지방 체제에 따른 태국 서부

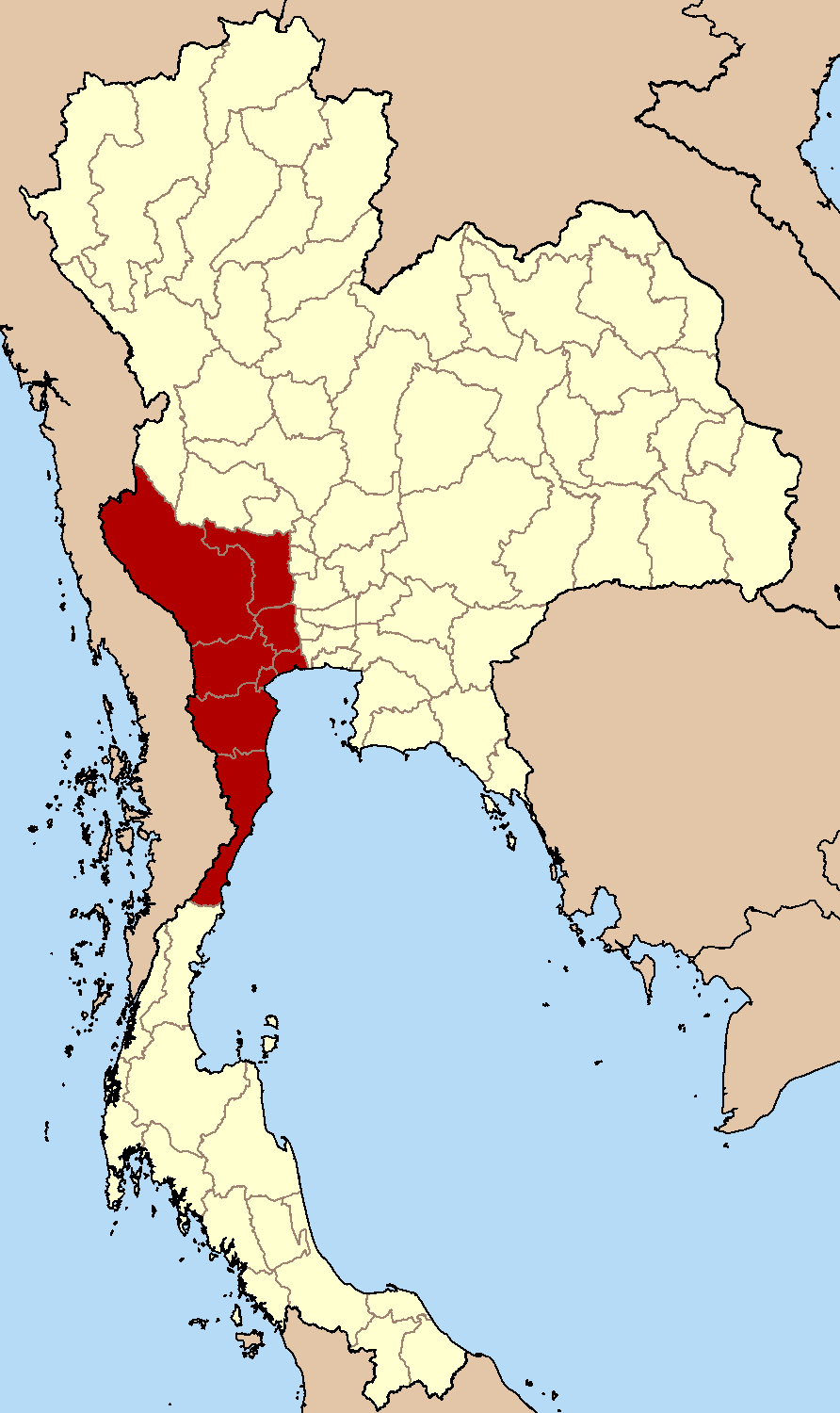
6지방 체제에 따른 태국 서부

태국 서부(Western Thailand)는 태국의 지방으로 서쪽으로 미얀마, 동쪽으로 태국 중부와 접한다.

## 지리
미얀마의 경계를 따라 이어지는 태국의 긴 산지는 태국 북부의 남쪽에서부터 테나시림 구릉까지 이어진다. 이 좁은 지역은 방콕의 외곽부터 미얀마의 국경까지, 북쪽으로 샨 고원부터 남쪽으로 춤폰 주까지 뻗어 있다.
태국의 서부 지역의 지리는 높은 산과 험한 계곡을 특징으로 한다. 태국 서부에는 태국에서 가장 손상되지 않은 삼림 지역이 있다. 물과 광물 또한 중요한 천연 자원이다. 태국의 많은 주요 댐이 이곳에 있고 광업은 이 지역의 중요한 산업이다. 태국 서부의 많은 마을들의 이름은 주로 이 지역의 지리적인 모습과 관련이 있다.

## 행정 구역
1. 깐차나부리 (กาญจนบุรี)
2. 펫차부리 (เพชรบุรี)
3. 쁘라추압키리칸 (ประจวบคีรีขันธ์)
4. 랏차부리 (ราชบุรี)
5. 딱 (ตาก)

## 같이 보기
- 태국의 지방